# Kiểm định Johansen
Trong thống kê học, kiểm định Johansen  (en: Johansen test) , được đặt tên theo Søren Johansen, là một phương pháp kiểm định khả năng cointegration của một số chuỗi thời gian có thuộc tính I(1). Kiểm định này cho phép có thể xuất hiện nhiều hơn một mối quan hệ cointegrating, do đó có tính áp dụng phổ quát hơn Kiểm định Engle–Granger (vốn dựa trên Dickey–Fuller (hay Kiểm định Dickey–Fuller mở rộng) tính unit root trên phần dư từ mô hình quan hệ cointegrating đơn lẻ.
Có hai dạng kiểm định Johansen test, hoặc dựa vào trace hoặc eigenvalue, hai phương pháp này tương đương nhau. Giả thuyết không cho kiểm tra trace là số vector cointegration r ≤ ?, trong khi số vector đó của giả thuyết không của eigenvalue test là r = ?.
Giống như kiểm định unit root, có thể có hằng số, xu hướng, cả hai hoặc không có cả hai trong mô hình. Với một mô hình VAR(p) tổng quan:
{\displaystyle X_{t}=\mu +\Phi D_{t}+\Pi _{p}X_{t-p}+\cdots +\Pi _{1}X_{t-1}+e_{t},\quad t=1,\dots ,T}
Có thể có hai mô hình cho error correction: đó là, hai VECM (vector error correction model):
1. VECM dài hạn:
{\displaystyle \Delta X_{t}=\mu +\Phi D_{t}+\Pi X_{t-p}+\Gamma _{p-1}\Delta X_{t-p+1}+\Gamma _{1}\Delta X_{t-1}+\cdots +\varepsilon _{t},\quad t=1,\dots ,T}
trong đó
{\displaystyle \Gamma _{i}=\Pi _{1}+\cdots +\Pi _{i}-I,\quad i=1,\dots ,p-1.\,}
2. ECM chuyển tiếp:
{\displaystyle \Delta X_{t}=\mu +\Phi D_{t}-\Gamma _{p-1}\Delta X_{t-p+1}-\cdots -\Gamma _{1}\Delta X_{t-1}+\Pi X_{t-1}+\varepsilon _{t},\quad t=1,\cdots ,T}
trong đó
{\displaystyle \Gamma _{i}=\left(\Pi _{i+1}+\cdots +\Pi _{p}\right),\quad i=1,\dots ,p-1.\,}
Lưu ý rằng hai dạng này là giống nhau. Trong cả hai VECM,
{\displaystyle \Pi =\Pi _{1}+\cdots +\Pi _{p}-I.\,}
Kết luận được rút ra dựa trên Π, và  chúng giống nhau, có cùng năng lực giải thích (explanatory power).
Mức độ cointegration giữa các chuỗi số (hay là các biến ở đây) được kiểm định thông qua các giá trị eigenvalues của ma trận hệ số dài hạn (long-run coeﬃcient matrix) Π sử dụng giá trị thống kê kiểm định maximal và trace eigenvalue.